# Thần Cương

Vị trí tại Đài Trung

Thần Cương (tiếng Trung: 神岡區; bính âm: Shéngāng qū) là một khu (quận) của thành phố Đài Trung, Trung Hoa Dân Quốc (Đài Loan). Đây là một quận nông thôn và đất đai chủ yếu là phù sa trên nền đất sỏi và sỏi cát. Quận có diện tích 35,0445 km², dân số vào tháng 8 năm 2011 là 63.872 người trong 17.818 hộ gia đình, mật độ dân cư đạt 1822,6 người/km².